# Sala ovale

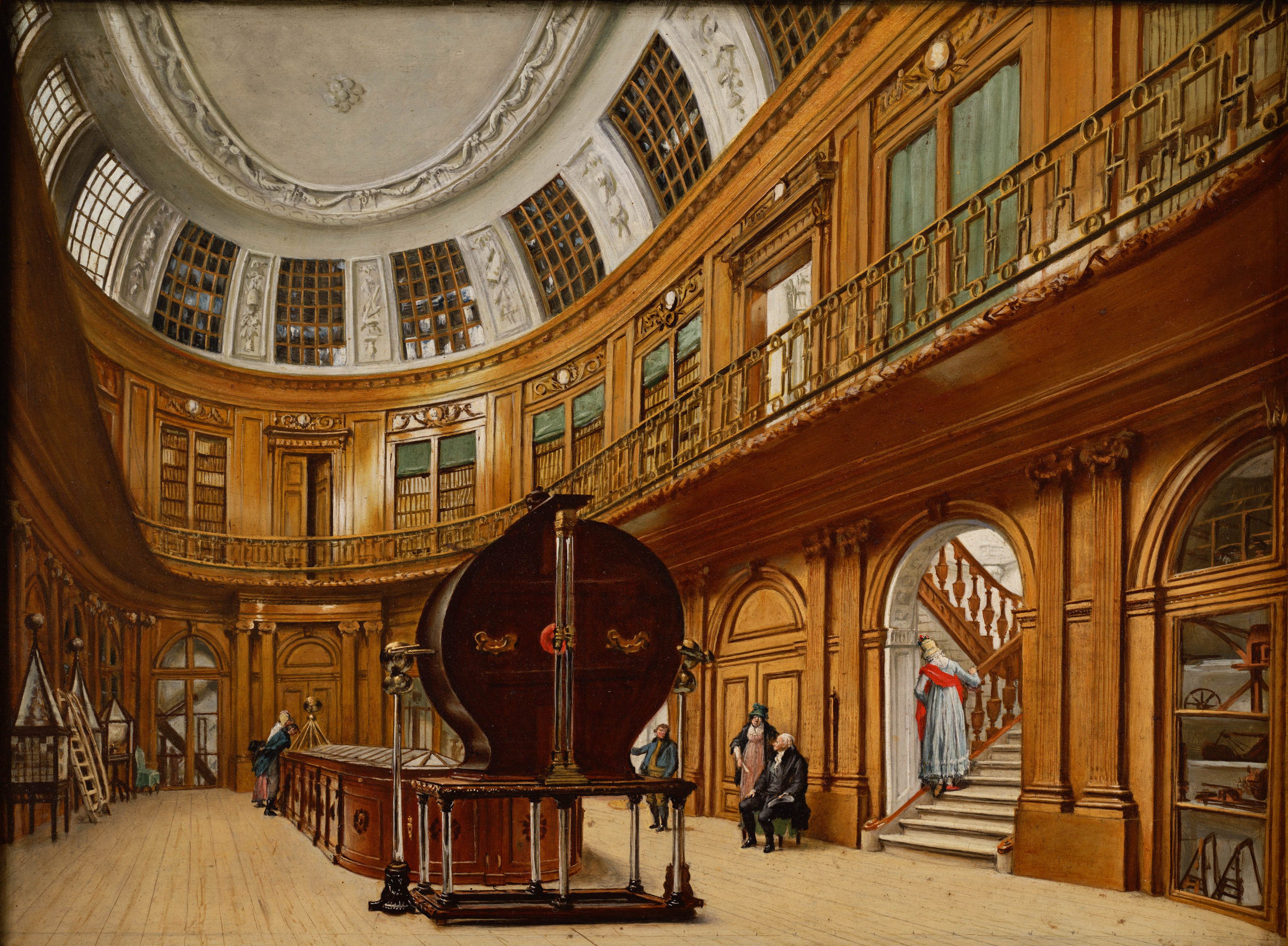
Dipinto del curatore del museo Wybrand Hendriks nel 1800 che raffigura la Sala Ovale con il Generatore elettrostatico di Martin van Marum

La Sala Ovale nel Teylers Museum è stata la prima parte del museo ad essere inaugurato, nel 1784. Nel 1779 il consiglio della Teylers Stichting (Fondazione Teyler) commissionò a Leendert Viervant  di costruire la Sala Ovale nel giardino della ex casa di Pieter Teyler van der Hulst, dando così origine a quello che risulta essere il primo museo aperto al pubblico nei Paesi Bassi.  Nella Sala Ovale c'era spazio per una biblioteca e una sala per eseguire esperimenti scientifici davanti ad un pubblico. Il generatore elettrostatico dovrebbe sempre essere stato in questa stanza.
La sala è caratterizzata dalla forma ovale, con la biblioteca disposta al secondo piano e il gabinetto scientifico al centro. Nei primi anni quest'ultimo non era presente, essendoci invece un tavolo su cui poter eseguire esperimenti, fissato al pavimento con dei  binari in modo che potesse essere spostato fuori quando veniva fatto entrare il generatore elettrostatico. I disegni ed i minerali della collezione furono archiviati in questo mobile centrale  mentre gli strumenti scientifici furono invece custoditi in armadi al primo piano.